# Hit és hűség díj

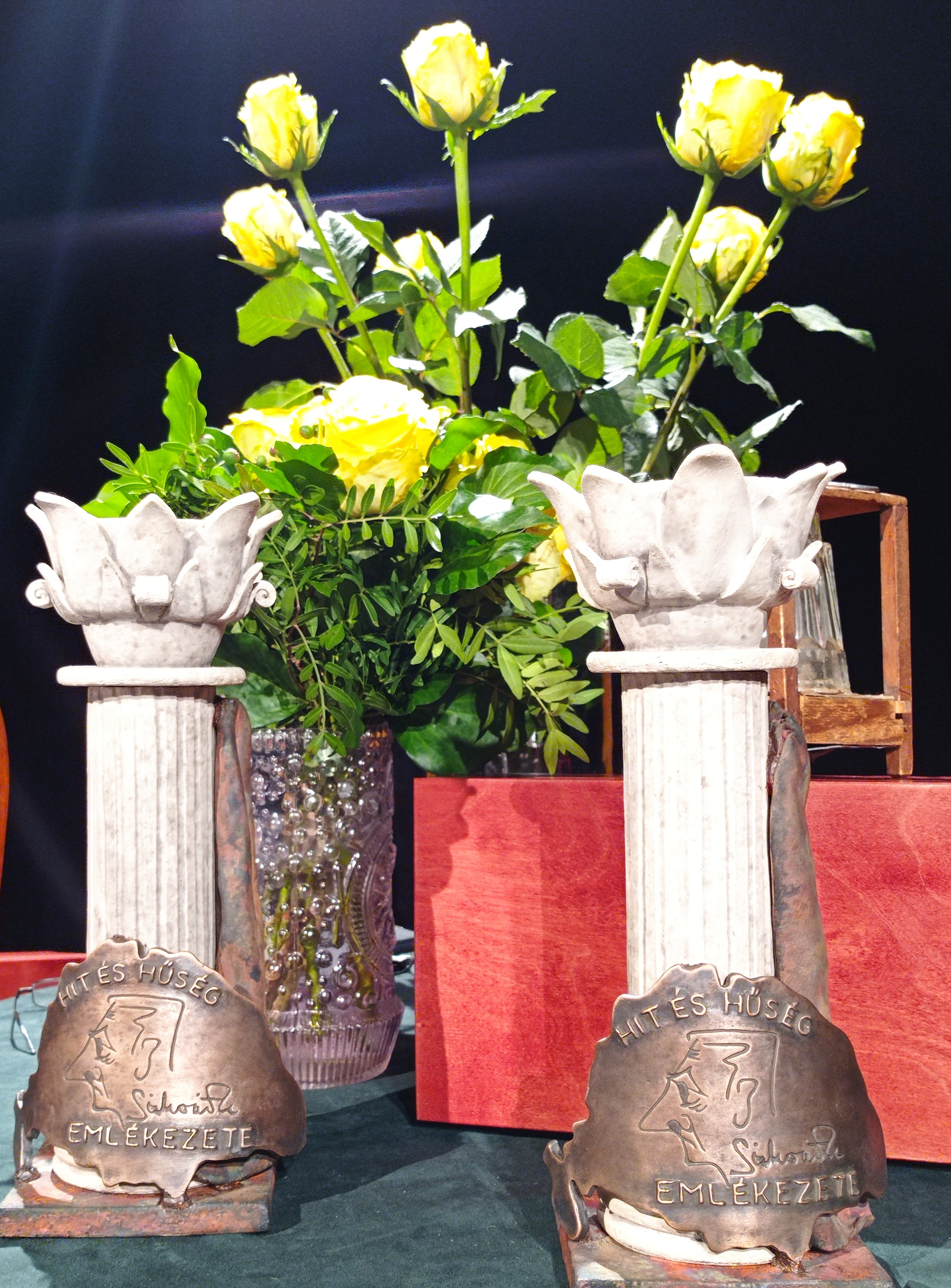
Fotó: Szigeti-Tolcsvai Judit

A Hit és Hűség – Sinkovits Imre emlékezete elnevezésű díjat 2019-ben Sinkovits-Vitay András színművész és Alapítványa hívta életre édesapjának, Sinkovits Imrének, a Nemzet Színészének, Kossuth-díjas színművésznek tiszteletére és emlékezetére  .
Hűség, Hit, Szeretet, Bizalom nélkül élhetetlen az élet.
A Hit és Hűség – Sinkovits Imre emlékezete elnevezésű díjat azok a magyarországi és külhoni magyar jeles személyiségek vehetik át, akik a lehető legtöbbet tették a magyar nyelvért és kultúráért, illetve akik Sinkovits Imre színművész (1928–2001) által is elismert értékeket, eszmeiséget, gondolkodásmódot képviselik és viszik tovább. 
A díjazottak azon alkotók, művészek, akiknek munkája túlmutat a kiemelkedő szakmaiságon.
Maga a díj a régi Nemzeti Színház oszlopát ábrázolja, Sinkovits Imre ön-karikatúrájával és aláírásával, Nagy-Magyarország bronz plakettjére vésve.

## Díjazottak
- 2019: Dráfi Mátyás
- 2019: Boráros Imre
- 2020: Császár Angela
- 2020: Farkas Árpád
- 2021: Kucsera Tamás Gergely
- 2021: Kocsis István
- 2022: Paor Lilla
- 2022: Döbrentei Kornél
- 2023: Keresztes Nagy Árpád  ès Fabók Mariann
- 2023: Tari István
- 2024: Kubik Anna
- 2024: Hajdu Imre